# ثيودور هوف
ثيودور هوف (بالإنجليزية: Theodore Hough)‏ هو عالم وظائف الأعضاء أمريكي، (و. 1865 – 1924 م).